# Kopalnia Doświadczalna „Barbara”
Kopalnia Doświadczalna „Barbara” znajdująca się w Mikołowie jest jedyną w Polsce kopalnią doświadczalną i jedyną w Europie placówką naukowo-badawczą, która posiada podziemny poligon doświadczalny.
Kopalnia jest placówką naukowo-badawczą – zajmuje się bezpieczeństwem i zwalczaniem zagrożeń gazowych i pyłowych oraz atestacją urządzeń dopuszczanych do pracy w kopalniach.

## Historia
W wyniku wzrostu zapotrzebowania na węgiel w 1850 roku uruchomiono kopalnię „Anna” w okolicy wzgórza Kamionka. Wydobywano w niej węgiel koksujący. W kolejnych latach kopalnię zamykano i otwierano wielokrotnie. W roku 1920 uruchomiono nową kopalnię na bazie kopalni „Anna”. Na podstawie wniosku złożonego 12 stycznia 1921 w Wyższym Urzędzie Górniczym we Wrocławiu przemianowano jej nazwę na „Barbara”. Wydobycie było niewielkie, sięgające jedynie 15 tys. ton rocznie.
Z powodu braku połączenia kolejowego oraz w wyniku zastoju w śląskim górnictwie od 21 sierpnia 1924 roku kopalnia była nieczynna.
W 1926 roku nieczynną kopalnię wydzierżawił od księcia pszczyńskiego Górnośląski Związek Kopalń i Hut. Przeniesiono do niej z Pniowca (okolice Tarnowskich Gór) Stację Doświadczalną i Centralę Ratownictwa Górniczego. Placówka ta otrzymała nazwę Kopalnia Doświadczalna „Barbara”, Centrala Ratownictwa Górniczego i Obserwatorium Magnetyczne w Mikołowie. Po 1933 roku była finansowana z funduszy Stowarzyszenia Kopalni Doświadczalnej „Barbara”. Podczas II wojny światowej kopalnia była nieczynna. Jedynie sporadycznie prowadzono badania w sztolni doświadczalnej. Od roku 1945 Kopalnia Doświadczalna „Barbara” działa w ramach Głównego Instytutu Górnictwa.

## Dyrektorzy
| Lata        | Dyrektor                             |
| ----------- | ------------------------------------ |
| 1925 – 1930 | inż. Józef Juroff                    |
| 1930 – 1939 | inż. Stanisław Herman                |
| 1945 – 1947 | inż. Stanisław Herman                |
| 1947 – 1973 | prof. dr hab. inż. Wacław Cybulski   |
| 1974 – 1981 | doc. dr hab.. Jerzy Matuszewski      |
| 1981 – 2003 | prof. dr hab. inż. Paweł Krzystolik  |
| 2004 – 2018 | doc. dr hab. inż. Krzysztof Cybulski |
| 2018 –      | dr inż. Zbigniew Lubosik             |

## Zakłady badawcze
- KD1 – Zakład Zwalczania Zagrożeń Gazowych
- KD2 – Zakład Zwalczania Zagrożeń Pyłowych
- KD3 – Zakład Bezpieczeństwa Górniczych Środków Strzałowych
- KD4 – Zakład Bezpieczeństwa Przeciwwybuchowego

## Galeria

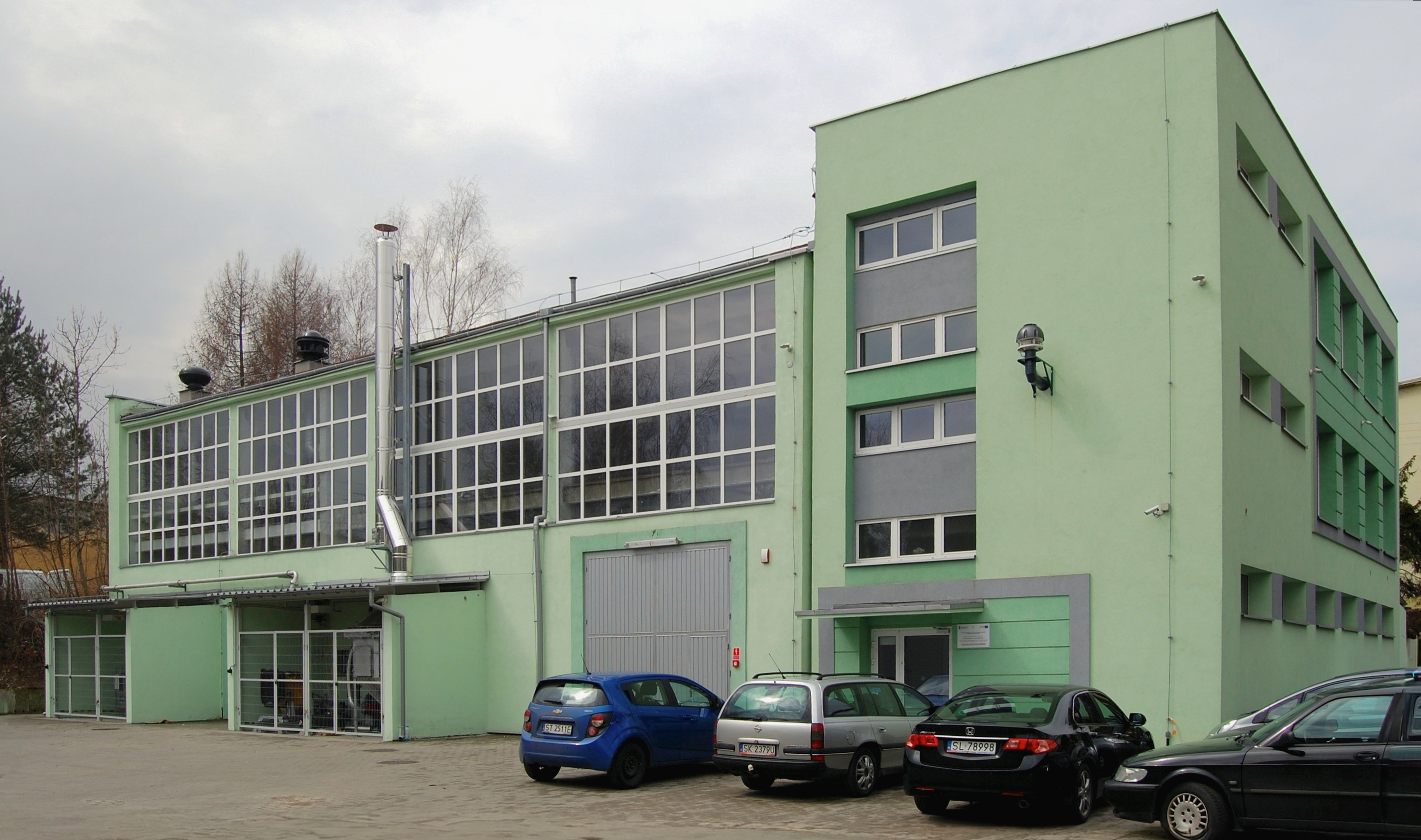
Budynek techniczny (2013)
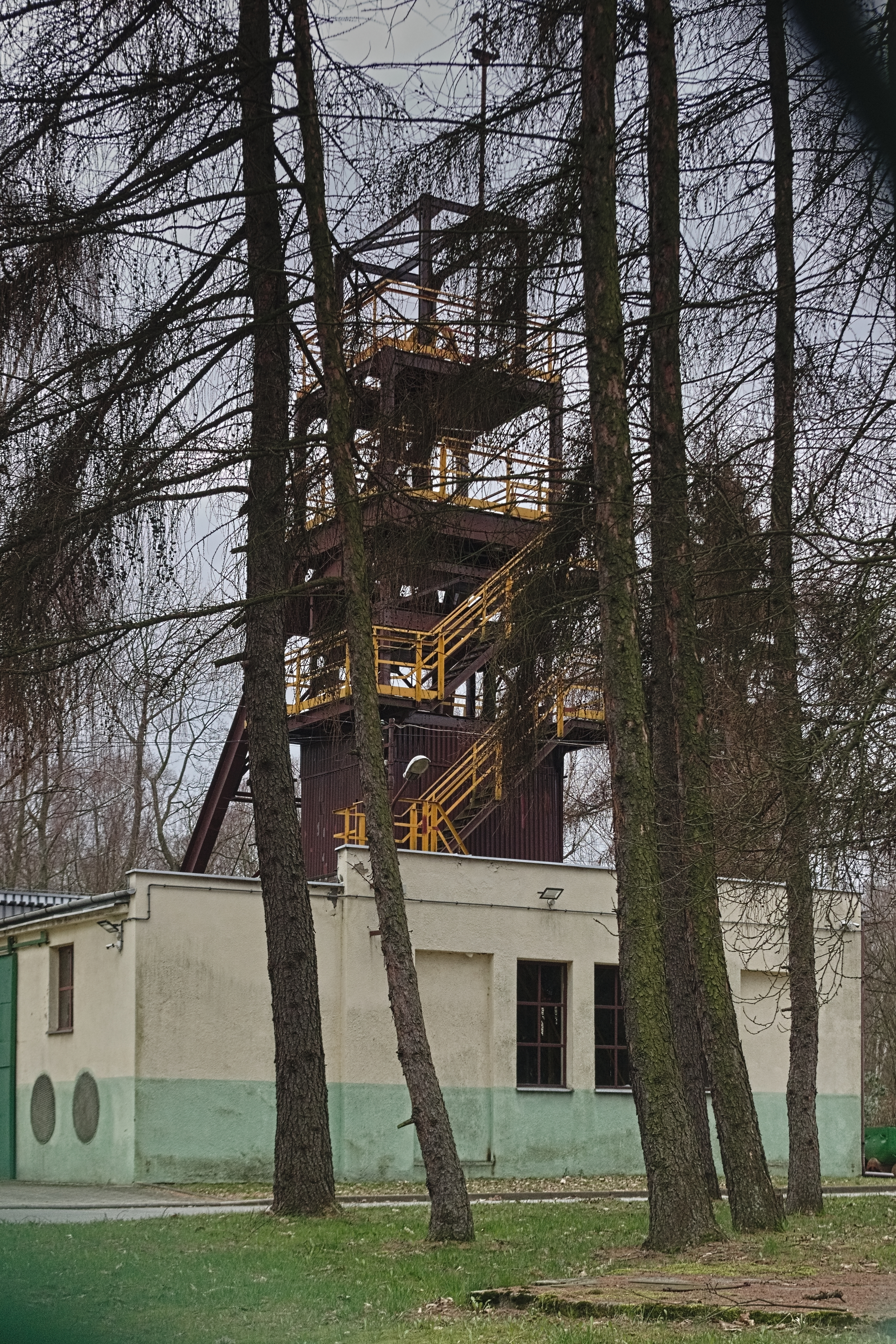
Wieża szybu Barbara (2024)
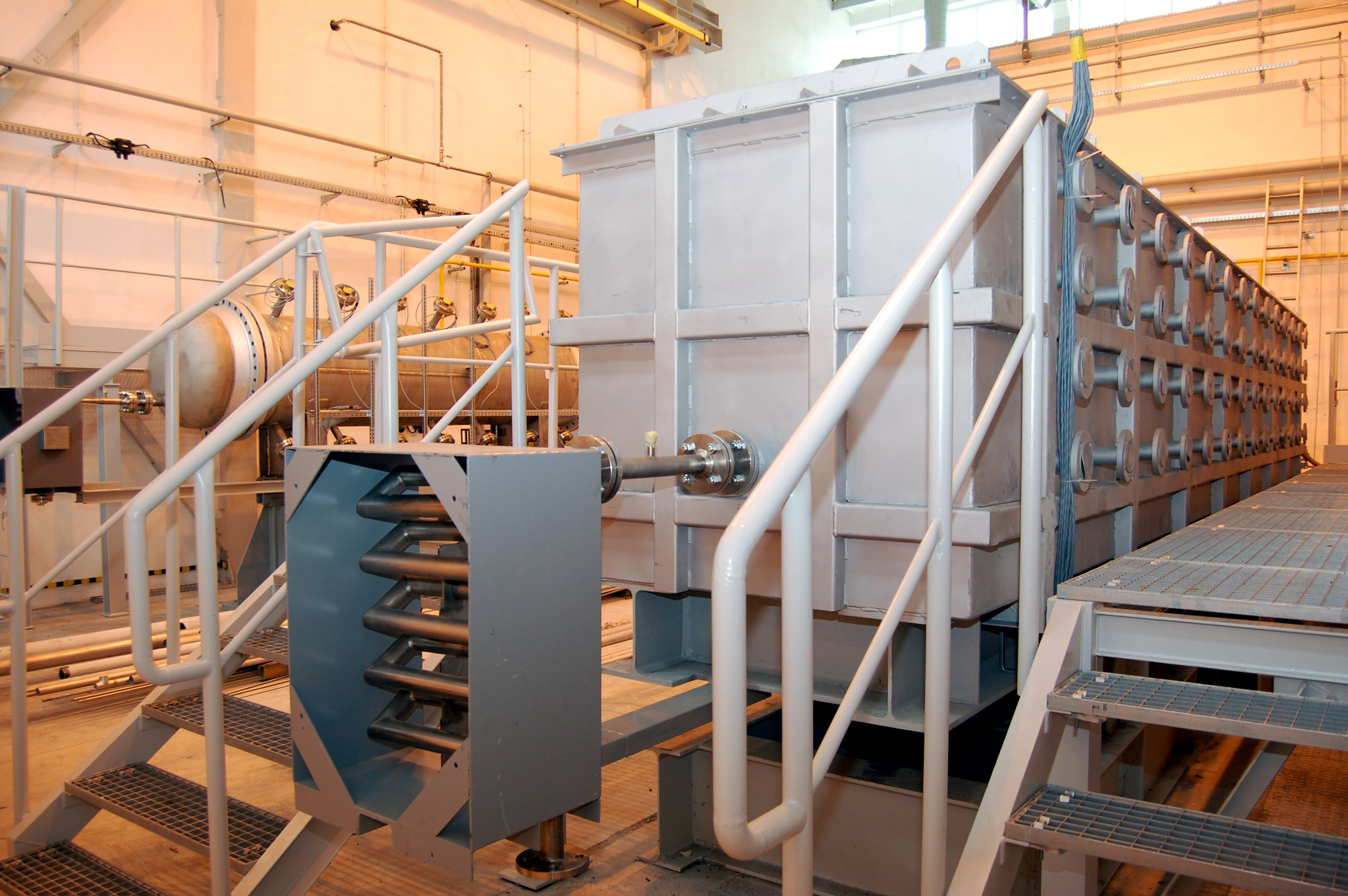
Instalacje kopalni (około 2012 roku)
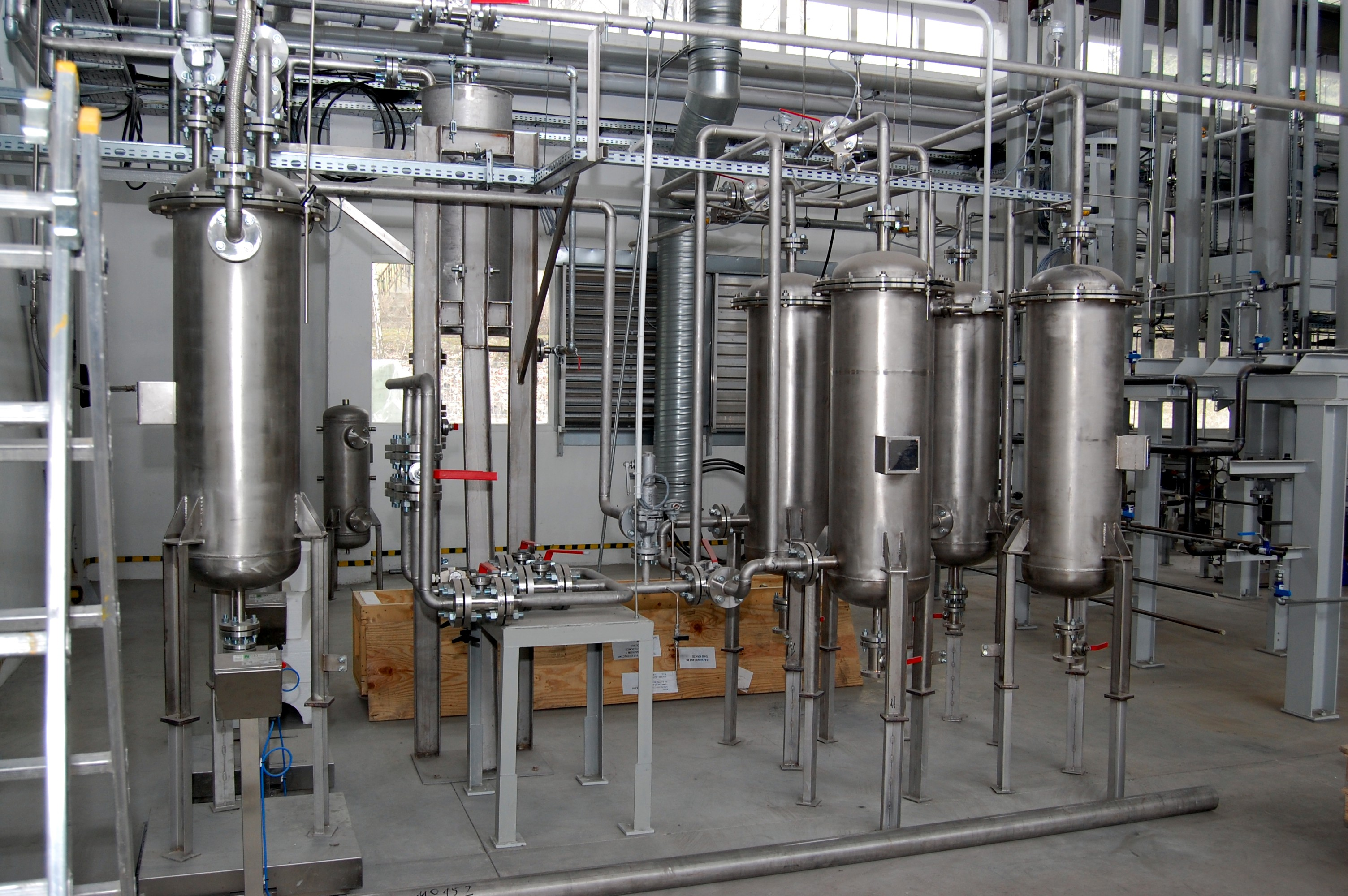
Instalacje kopalni (około 2013 roku)